# Nicanor Rojas
Nicanor Rojas Bravo; (Rancagua, 1830 - Santiago, 11 de septiembre de 1892). Médico y político radical chileno. Hijo de Floridor Rojas Díaz y Rosa Bravo Sierralta. Contrajo matrimonio con Rosa Rojas Quezada (1863).
Hizo sus estudios en el Instituto Nacional y en la Universidad de Chile, donde se graduó como médico cirujano (1853). Residió en Francia desde 1867, perfeccionando sus conocimientos médicos en la Escuela de Medicina de París.
Asistió a la Batalla de Loncomilla (1851), teniendo a cargo el hospital de Talca, como cirujano del Ejército. Organizó el servicio sanitario del Ejército (1879).
Tuvo a su cargo la cátedra de anatomía de la Facultad de Medicina de la Universidad de Chile (1864), y de química (1875). Profesor en la Clínica externa del Instituto Nacional (1882). Fue Decano de la Facultad de Medicina de la Universidad de Chile (1883) y profesor de Ginecología (1891). 
Formó parte del Partido Conservador, por el cual fue elegido Diputado por Santiago (1891-1894), formando parte de la comisión permanente de Higiene y Salubridad. Sin embargo, su período legislativo se vio interrumpido al fallecer en septiembre de 1892.